# Queen Anne, Maryland
Queen Anne är en kommun (town) i Queen Anne's County, och Talbot County, i Maryland. Vid 2020 års folkräkning hade Queen Anne 192 invånare.